# Пауло Кјеза (Ређо Емилија)
Пауло Кјеза је насеље у Италији у округу Ређо Емилија, региону Емилија-Ромања.
Према процени из 2011. у насељу је живело 38 становника. Насеље се налази на надморској висини од 594 м.